# Populus euphratica
Populus euphratica is een soort uit de wilgenfamilie (Salicaceae). De soort maakt onderdeel uit van de populieren-sectie Turanga. De plant heeft een zeer breed verspreidingsgebied van Noord-Afrika, het Midden-Oosten en Centraal-Azië tot het westen van China.

## Beschrijving

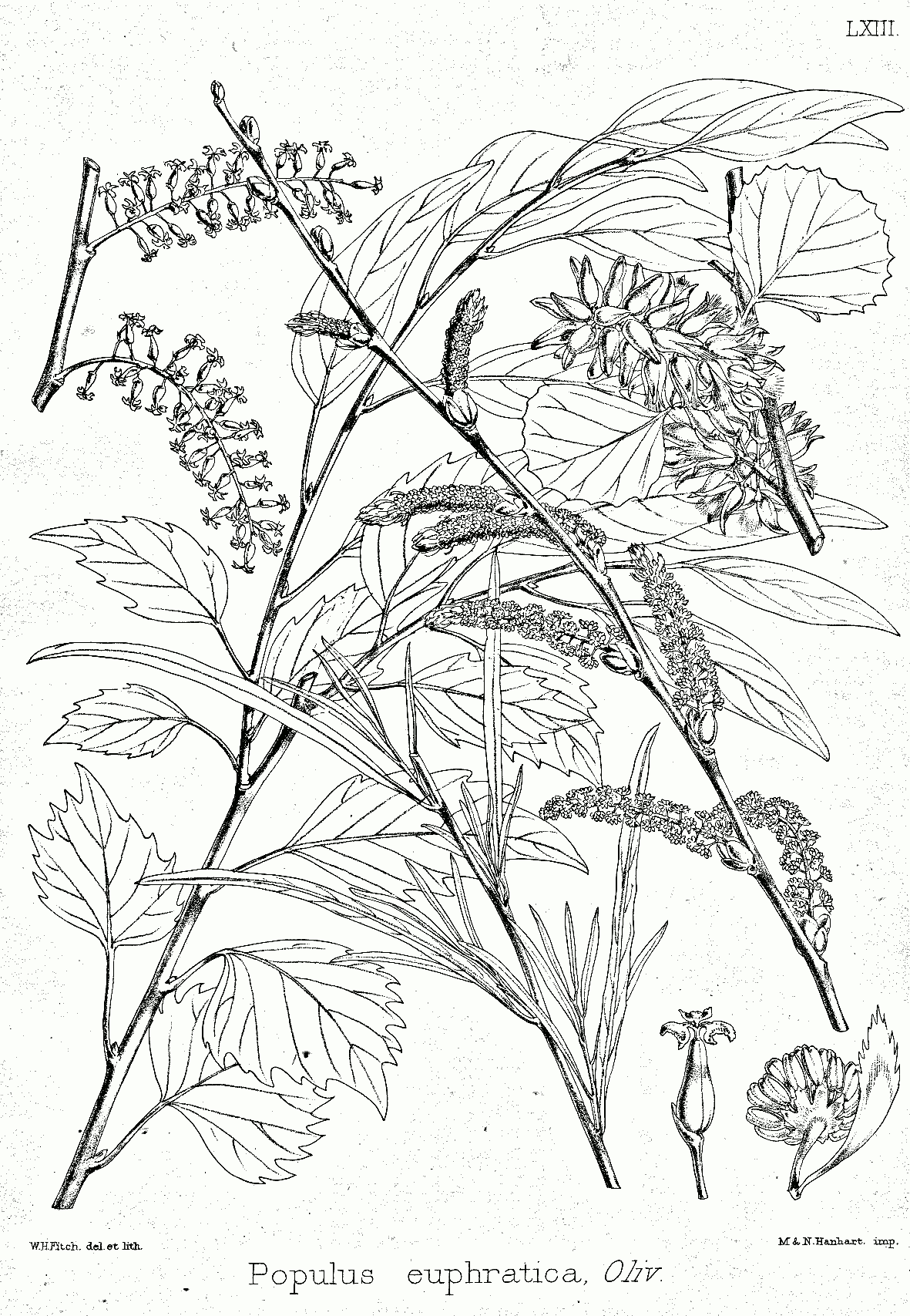
Illustrations of the Forest Flora of North-West and Central India, 1874

Populus euphratica is een middelgrote loofboom die, als de omstandigheden goed zijn, een hoogte kan bereiken van 15 m en een omtrek van 2,5 m. De stam is meestal gebogen en gevorkt. Oude stammen hebben een dikke, ruwe olijfkleurige schors. Terwijl het spinthout wit is, is het kernhout rood en verdonkert het naar het midden toe tot bijna  bijna zwart. De wortels verspreiden zich breed, maar niet diep. De bladeren zijn zeer variabel van vorm. De bloemen hebben de vorm van katjes. De mannelijke zijn 25 – 50 mm lang, de vrouwelijke 50 – 70 mm. De vruchten bestaan uit eivormige lancetvormige capsules gevuld met kleine zaden omhuld door zijdeachtige haren.

## Ecologie
De soort kan worden aangetroffen in droge bossen op hoogten tot 4000 m boven zeeniveau. De boom is een belangrijk onderdeel van het oeverbos van rivieren in gebieden met een steppeklimaat. Zij kunnen hier met wilg, tamarisk en moerbei een dichte struikgewas vormen, in Centraal-Azië vaak als tugai benoemd. Het groeit goed op land dat seizoensgebonden wordt overstroomd en is tolerant ten opzichte van zout en brak water. De boom wordt veel gebruikt als een bron van brandhout. De bossen zijn hierdoor grotendeels verdwenen of gefragmenteerd over een groot deel van het natuurlijke verspreidingsgebied.

## Gebruik
De  soort wordt gebruikt in agroforestry waarin het voorziet in bladeren als groenvoer voor het vee, hout en (potentieel) vezels voor het maken van papier. De bomen en struiken worden tevens gebruikt in herbebossingsprogramma's op verzoute bodems in woestijngebieden, als windbreker en om erosie te controleren.

Bomen in de Gobiwoestijn in Mongolië
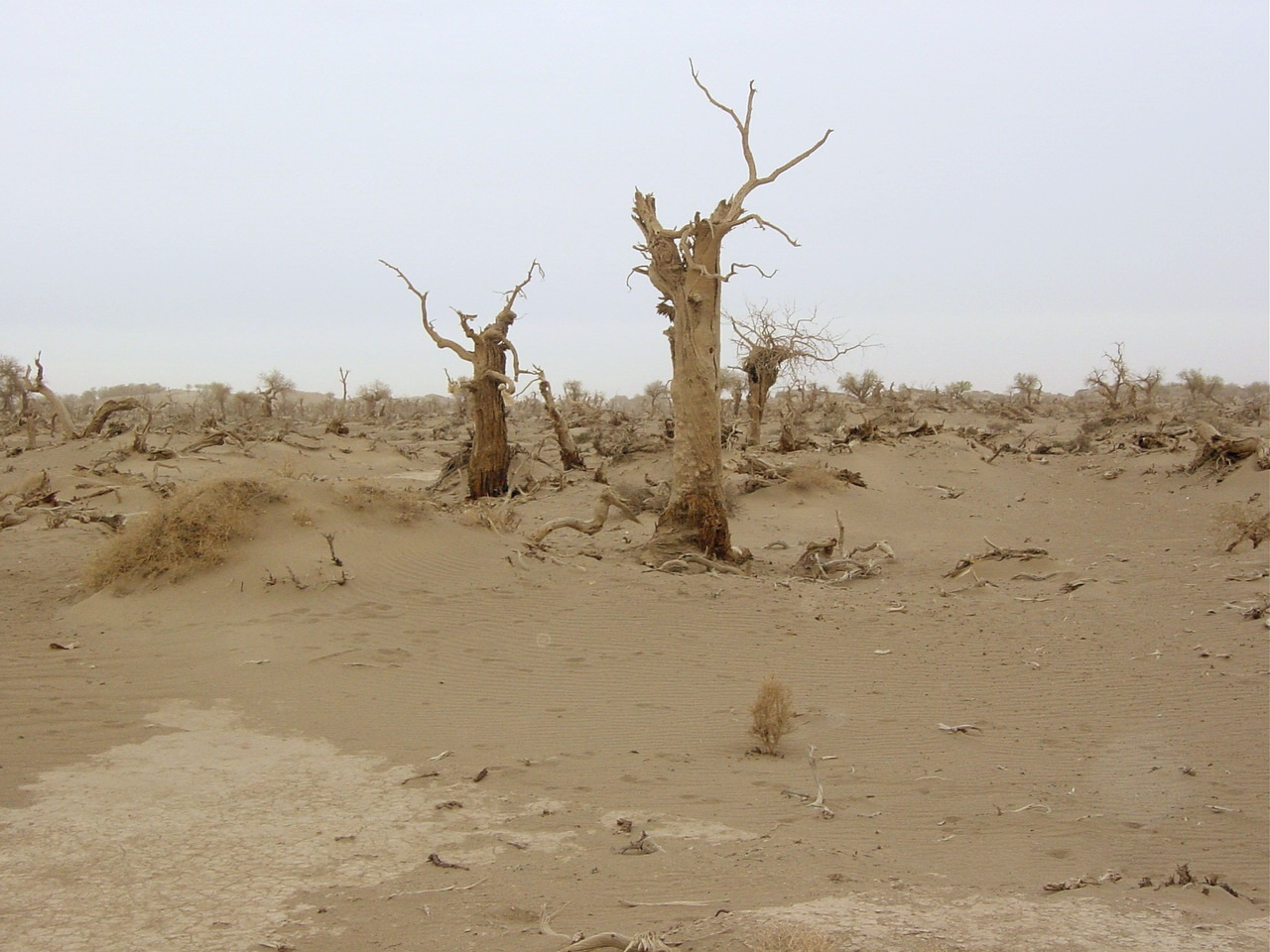
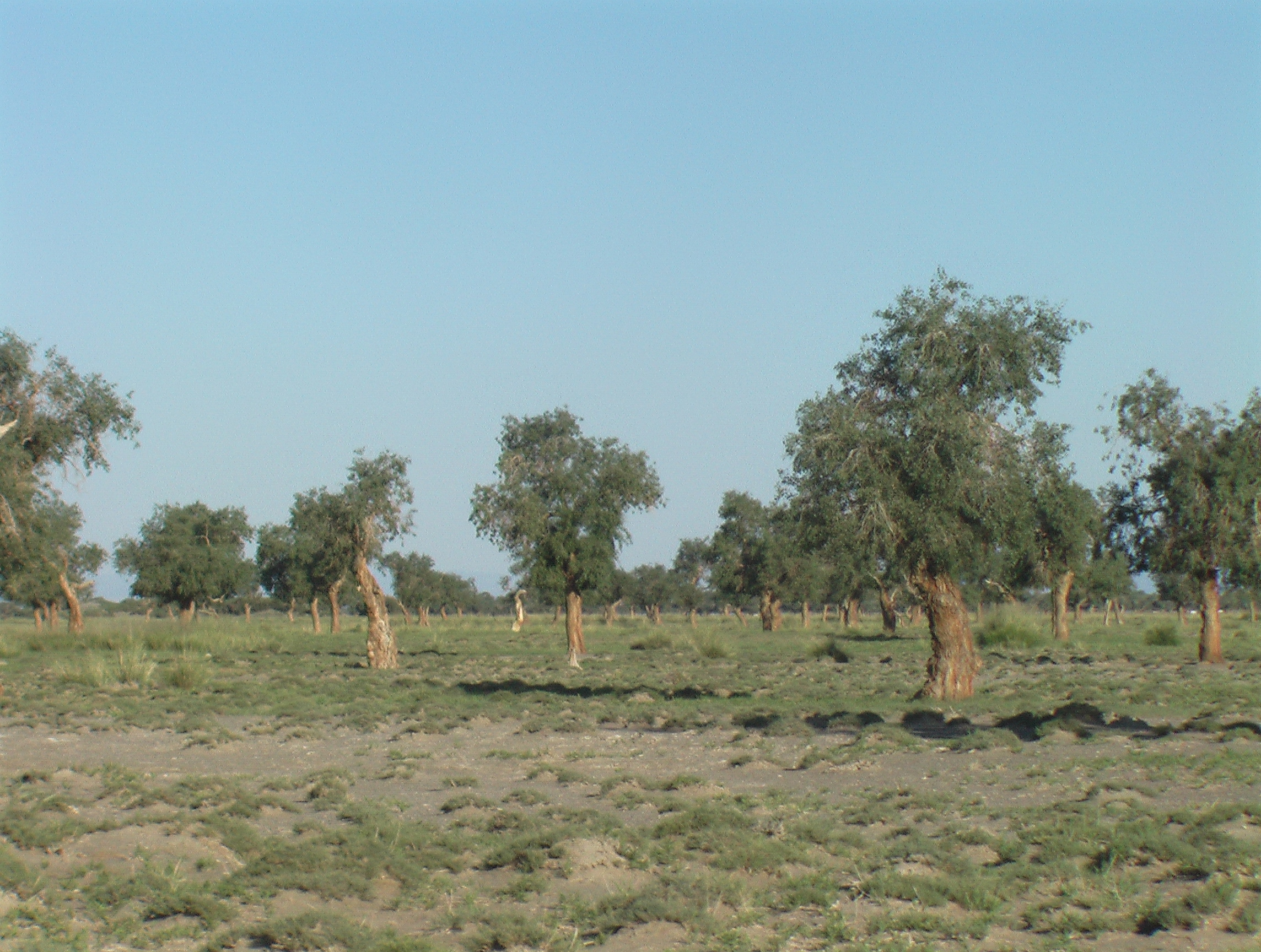
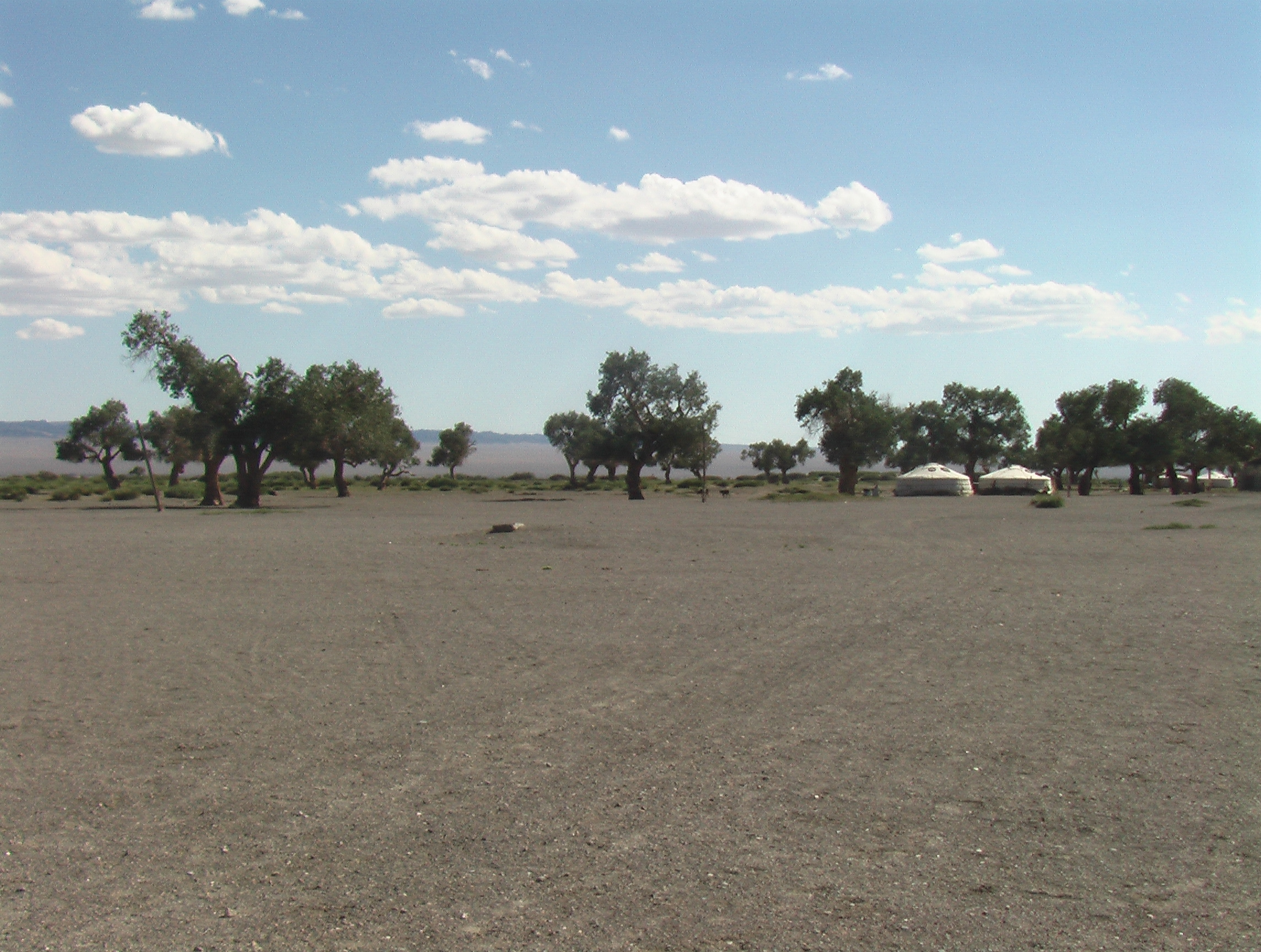
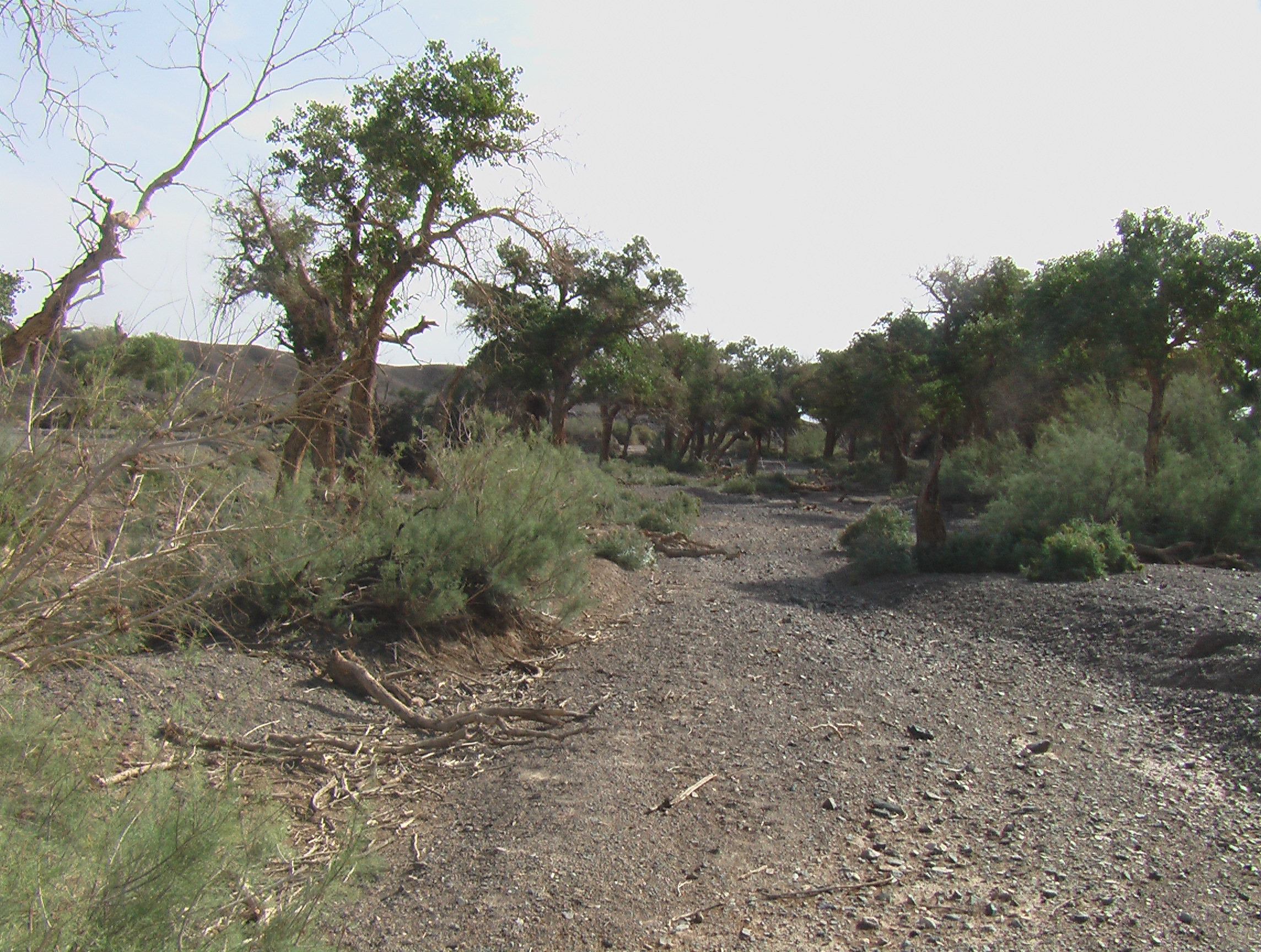

... ·  
P. ×acuminata · 
P. adenopoda · 
P. afghanica · 
P. alba (Witte abeel) · 
P. angustifolia (Smalbladige populier) · 
P. balsamifera (Ontariopopulier) · 
P. ×berolinensis (Siberische balsempopulier) · 
P. ×canadensis (Canadapopulier) · 
P. candicans · 
P. ×canescens (Grauwe abeel) · 
P. cathayana · 
P. davidiana · 
P. deltoides (Amerikaanse populier) · 
P. euphratica · 
P. fremontii · 
P.  grandidentata (Grofgetande populier) · 
P. guzmanantlensis ·  
P. heterophylla (Hartbladige populier) · 
P. ilicifolia · 
P. ×interamericana (Zwarte balsemhybride) · 
P. ×jackii · 
P. koreana · 
P.  lasiocarpa (Ruwe populier) · 
P. laurifolia (Laurierpopulier) · 
P. maximowiczii (Koreaanse balsempopulier) · 
P. mexicana · 
P. nigra (Zwarte populier) · 
P. nigra var. italica (Italiaanse populier) · 
P. rotundifolia · 
P. sieboldii · 
P. simonii (Chinese balsempopulier) · 
P. suaveolens · 
P. szechuanica · 
P. ×tomentosa ·  
P. tremula (Ratelpopulier) · 
P. tremuloides (Amerikaanse ratelpopulier) · 
P. trichocarpa (Zwarte balsempopulier) · 
P. tristis · 
P. wilsonii (Wilsonpopulier) · 
P. yunnanensis · 
...